# Allen Jones
Allen Jones, né le 1er septembre 1937 à Southampton), est un peintre et un sculpteur britannique.
Allen Jones est devenu célèbre par son exposition de sculptures érotiques, notamment la série Chaise, Table et Porte manteau (« Table, Chair and Hatstand », 1969) dans lesquels des femmes sont assimilées à des objets. Ces meubles anthropomorphiques sont une vision pragmatique et une imitation du monde et de la société de consommation de l'époque.
De 1955 à 1961, il étudie l'art à l'université de Hornsey (Londres) et de 1961 à 1963, il enseigne à l'Université Croydon.
Jones a travaillé sur l'affiche et le design du film Maîtresse réalisé par Barbet Schroeder en 1976.
Les sculptures du Korova Milkbar dans le film Orange mécanique sont basées sur son travail, Allen Jones ayant autorisé Stanley Kubrick à s'inspirer librement de ses réalisations de sculptures érotiques.
Il a été élu membre de la Royal Academy (RA) le 20 novembre 1986.

## Œuvres
- 1962 : Something Like Sisters, à la Hamburger Kunsthalle, à Hambourg.
- 1964 : Figure Falling / Chute, au Musée Ludwig, à Cologne.
- 1966-1967 : Perfect Match / Partenaire idéale, au Musée Ludwig, à Cologne.
- 1969 : Table, chair and hatstand, à la Neue Galerie : Sammlung Ludwig, à Aix-la-Chapelle.

## Travaux similaires
Bjarne Melgaard, un artiste norvégien vivant à New York, a créé une chaise tout autant controversée en s'inspirant directement du travail d'Allen Jones. Une photographie montrant une riche femme blanche assise sur une femme noire dénudée a provoqué une vague d'indignation sur le web.